# The Practice
The Practice é uma série de televisão dos Estados Unidos, criada por David E. Kelley centrada nos parceiros e associados de uma empresa de advogados de Boston. A série ganhou o  Emmy de 1998 e 1999 de Melhor Série Dramática, e gerou um spin-off de sucesso, a série Boston Legal, que começou a ser exibida no segundo semestre de 2004 e trata de assunto semelhante, apesar de muitas vezes ter um caráter mais leve, mas a abordagem mais orientada. Em Portugal a série era transmitida pela TVI e chamava-se Causa Justa. No Brasil a série era transmitida pela Fox Brasil e chamava-se O Desafio.

## Sinopse
The Practice mostra a firma de advocacia de Robert Donnell e seus associados (mais tarde, tornando-se Donnell, Young, Dole, e Frut, e depois, Young, Frutt, & Berluti). As histórias tipicamente caracterizam o envolvimento da empresa em seu alto perfil de vários processos criminais e civis que, muitas vezes espelham eventos atuais. Há uma série de cruzamentos com outras séries de David E. Kelley, incluindo Boston Legal, Ally McBeal, produzida por Paul Attanasio e o drama médico Gideon's Crossing.

## Elenco
- Dylan McDermott como Bobby Donnell
- Camryn Manheim como Ellenor Frutt
- Kelli Williams como Lindsay Dole
- Lara Flynn Boyle como Helen Gamble
- Marla Sokoloff como Lucy Hatcher
- D.B. Woodside como Mike McKrew
- David Garrison como Jean Ward
- Michael Badalucco como Jimmy Berluti
- Lisa Gay Hamilton como Rebecca Washington
- Steve Harris como Eugene Young
- Lake Bell como Sally Heep
- Dakota Fanning como Alessa Engel
- James Spader como Alan Shore
- Drew Snyder como Sr. Thompson
- Chyler Leigh como Claire Wyatt

## Recepção da crítica
Em sua primeira temporada, The Practice teve recepção geralmente favorável por parte da crítica especializada. Com base de 27 avaliações profissionais, alcançou uma pontuação de 74% no Metacritic. Por votos dos usuários do site, atinge uma nota de 9.0, usada para avaliar a recepção do público.